# A fény felé
A fény felé (węg. W stronę światła) – siódmy album zespołu V’Moto-Rock, wydany w 1987 roku na MC i LP. Był to jednocześnie ostatni album studyjny zespołu.

## Lista utworów
1. "A fény felé" (4:20)
2. "Törd be a szívem!" (4:05)
3. "Megszakadt egy kapcsolat" (4:20)
4. "Szerelemördög" (3:33)
5. "Esőt sír az ég" (3:58)
6. "Moziklip" (4:45)
7. "Tűzvarázsló" (5:16)
8. "Megy, ahogy jött az egész" (3:39)
9. "Csak a vágy ölel át" (4:14)
10. "Miért?" (4:24)

## Skład zespołu
- Ferenc Demjén (gitara basowa, wokal)
- János Menyhárt (gitara elektryczna, gitara akustyczna)
- Sándor Herpai (instrumenty perkusyjne)
- István Lerch (instrumenty klawiszowe)